# Didier Hoyer
Didier Hoyer (ur. 3 lutego 1961) – francuski kajakarz, kanadyjkarz, dwukrotny brązowy medalista olimpijski.
Brał udział w trzech igrzyskach olimpijskich (IO 84, IO 88, IO 92). W 1984 – pod nieobecność zawodników z wielu krajów tzw. Bloku Wschodniego – po medal sięgnął w dwójce na dystansie 1000 metrów. Partnerował mu Éric Renaud. Osiem lat później był ponownie trzeci w tej konkurencji, płynął z nim Olivier Boivin. Był pięciokrotnym medalistą mistrzostw świata w różnych konkurencjach, zdobywając trzy srebrne i dwa brązowe medale.